# Chedburgh
Chedburgh – wieś w Anglii, w hrabstwie Suffolk, w dystrykcie West Suffolk. Leży 40 km na zachód od miasta Ipswich i 92 km na północny wschód od Londynu. Miejscowość liczy 650 mieszkańców.